# Albert Niethammer junior
Albert Niethammer junior (* 2. September 1857 in Kriebstein; † 10. Februar 1910) war ein deutscher Industrieller.

## Leben
Er war der Sohn des Unternehmers und Reichs- und Landtagsabgeordneten Albert Niethammer und dessen Gattin Johanna, geb. Voith. Sein Bruder war der Unternehmer und Landtagsabgeordnete Konrad Niethammer. Nach dem Abitur an dem Gymnasium Dreikönigschule Dresden bezog er die Universität Leipzig zum Studium der Chemie. Am 11. Mai 1878 renoncierte er bei der Landsmannschaft Afrania. Das Studium setzte er später in Berlin fort. Nachdem ihn Reisen nach Amerika und England führten, trat er 1883 in die väterliche Papierfabrik Kübler & Niethammer ein. Nachdem der Vater 1908 gestorben war, übernahm Niethammer mit seinem Bruder die Geschäftsleitung.
1906 wurde er Albert Niethammer zum Kommerzienrat ernannt.